# إلكترونيات دورانية
الإلكترونيات الدورانية (باللغة الإنجليزية spintronics : مجمع مصطلحين وهما الالكترونيات والدورانية) - والمعروف أيضا بالأسماء التالية باللغة الإنجليزية spinelectronics و fluxtronics - هي دراسة الدوران الذاتي للإلكترون والعزم المغناطيسي المرتبط به، بالإضافة إلى شحنة الإلكترون الأساسية، في الأجهزة الجامدة.
تختلف الإلكترونيات الدورانية عن الدراسة القديمة للالكترونيات المغناطيسية، في أنه يتم التحكم بالدوران من قبل كل من المجالات المغناطيسية والكهربائية.

## التاريخ
ظهرت الإلكترونيات الدورانية من خلال الاكتشافات في ثمانينات القرن الماضي بشأن ظواهر نقل الإلكترون بناء على دورانه في أجهزة الحالة الصلبة. وهذا يشمل مراقبة حقن الإلكترونات مستقطبة الدوران من معدن مغناطيسي إلى معدن عادي باستخدام طريقة جونسون وسيلسبي (1985) واكتشاف المقاومة المغناطيسية الكبرى من قبل ألبرت فير وآخرون وبيتر غرونبيرغ وآخرون بشكل مستقل (1988). ويمكن تعقب أصول الإلكترونيات الدورانية إلى تجارب نفق المغنطيس الحديدي / موصل جيد للكهرباء رائدها Meservey وTedrow والتجارب الأولية على تقاطعات النفق المغناطيسي التي كتبها Julliere في 1970s. استخدام أشباه الموصلات والإلكترونيات الدورانية لبدأ مع الاقتراح النظري تدور حقل التأثير الترانزستور التي كتبها داتا وداس في عام 1990. وللالكهربائية الرنين ثنائي القطب تدور كتبها Rashba في عام 1960.

## النظرية
دوران الإلكترون هو الزخم الزاوي الجوهري أن يكون منفصلا عن الزخم الزاوي بسبب حركته المدارية. حجم إسقاط تدور الإلكترونات على طول محور التعسفي هو \ dfrac {1} {2} \ شبار، مما يعني أن أعمال الإلكترون كما فرميون من نظرية الإحصاء زيادة ونقصان. مثل الزخم الزاوي المداري، وتدور له عزم مغناطيسي المرتبطة بها، وحجم والتي يعبر عنها
{\displaystyle \mu ={\tfrac {\sqrt {3}}{2}}{\frac {q}{m_{e}}}\hbar }
في صلب يدور من العديد من الإلكترونات يمكن أن تعمل معا لتؤثر على الخواص المغناطيسية والإلكترونية للمواد، على سبيل المثال ومنح مع لحظة مغناطيسية دائمة كما هو الحال في المغنطيس الحديدي.
في العديد من المواد، الإلكترون يدور موجودة على قدم المساواة في كل من أعلى وأسفل الدولة، ولا خصائص النقل تعتمد على زيادة ونقصان. يتطلب جهاز الإلكترونية الدورانية جيل أو التلاعب من السكان الاستقطاب تدور الإلكترونات، مما أدى إلى وجود فائض من زيادة ونقصان أعلى أو لأسفل تدور الإلكترونات. الاستقطاب من أي X تدور الملكية تعتمد كما يمكن كتابة
{\displaystyle P_{X}={\frac {X_{\uparrow }-X_{\downarrow }}{X_{\uparrow }+X_{\downarrow }}}}
وصافي تدور الاستقطاب لا يمكن أن يتحقق إما من خلال خلق انقسام الطاقة التوازن بين تدور وتدور إلى أسفل. وتشمل طرق وضع مادة في مجال مغناطيسي كبير (زيمان التأثير) والحاضر تبادل الطاقة في المغناطيسية أو إجبار النظام للخروج من التوازن. ومن المعروف أن الفترة الزمنية التي من هذا القبيل السكان عدم التوازن يمكن الحفاظ على مثل عمر زيادة ونقصان، \ تاو.
في التوصيل ناشر، يمكن تعريف تدور نشر طول \ امدا حيث المسافة التي يبلغ عدد سكانها تدور عدم التوازن يمكن أن تنتشر. عمر تدور الالكترونات التوصيل في المعادن هي قصيرة نسبيا (عادة أقل من 1 نانو ثانية). ويخصص مساحة البحثية الهامة لتوسيع نطاق هذا العمر لفترات زمنية ذات الصلة من الناحية التكنولوجية.

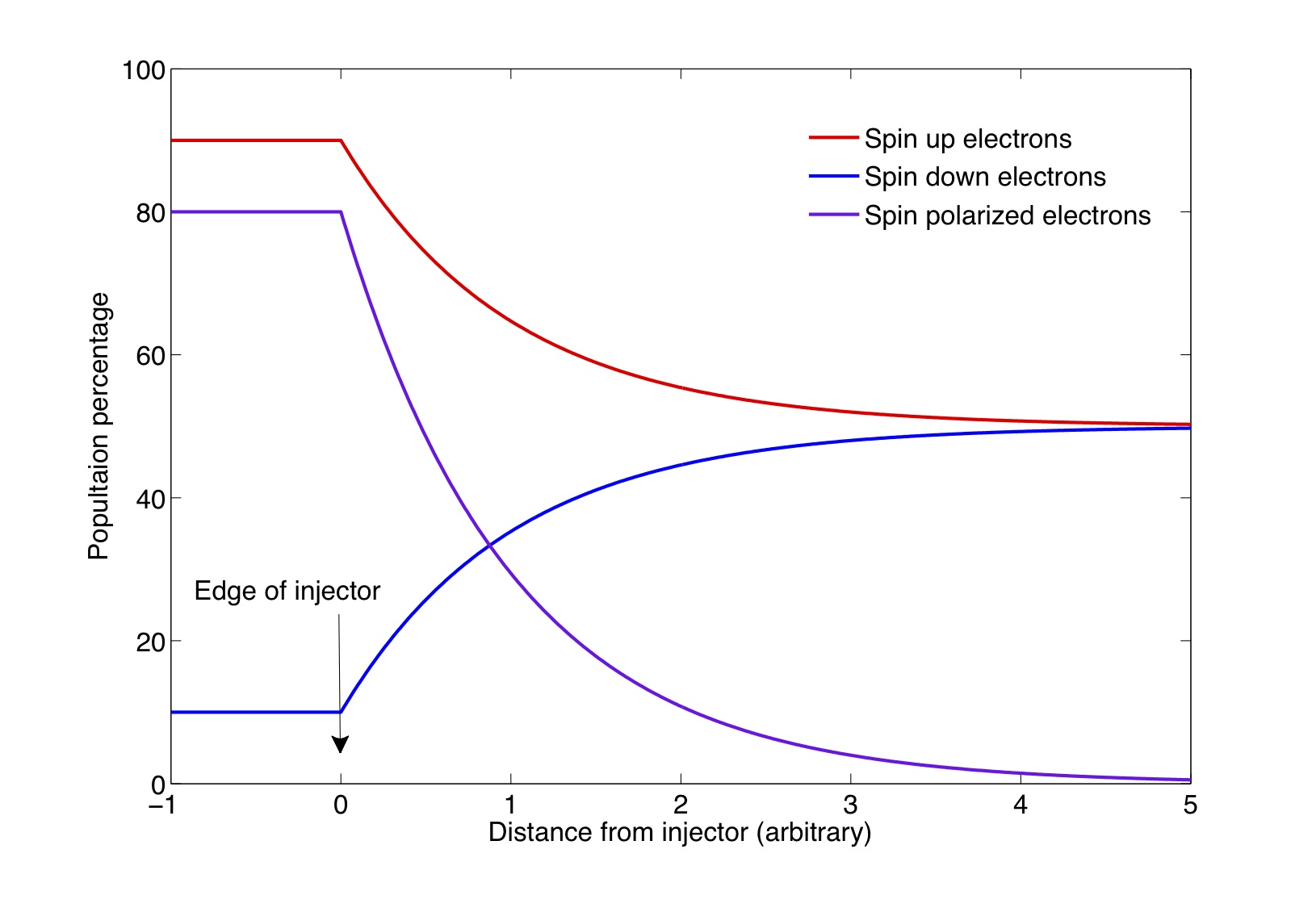
مخطط يظهر تدور يصل، وتدور باستمرار، وتدور الاستقطاب الناتج السكان من الإلكترونات. داخل حاقن تدور، والاستقطاب المستمر، بينما خارج حاقن، والاستقطاب يضمحل بشكل كبير إلى الصفر كما تدور صعودا وهبوطا السكان الذهاب إلى التوازن.

آليات الاضمحلال لتدور الاستقطاب السكان يمكن أن تصنف على نطاق واسع كما نثر تدور الوجه وdephasing زيادة ونقصان. تدور الوجه نثر هو عملية داخل الصلبة التي لا الحفاظ على زيادة ونقصان، وبالتالي يمكن أن تتحول لتدور فوق الدولة واردة إلى تدور المنتهية ولايته الدولة لأسفل. تدور dephasing هو عملية حيث يبلغ عدد سكانها الإلكترونات مع دولة تدور المشتركة يصبح أقل الاستقطاب مع مرور الوقت بسبب معدلات مختلفة من السبق الإلكترون تدور. في الهياكل محصورة، وتدور dephasing يمكن قمعها، مما يؤدي إلى زيادة ونقصان عمر المللي ثانية في نقاط الكم أشباه الموصلات في درجات الحرارة المنخفضة.
يمكن فائقة التوصيل تعزيز الآثار المركزية في الإلكترونيات الدورانية مثل التأثيرات المغناطيسية، عمر تدور وتدور dissipationless التيارات.

## الأجهزة القائمة على المعادن
أبسط طريقة لتوليد تيار الاستقطاب تدور في المعدن هو لتمرير التيار من خلال المواد المغناطيسية. التطبيقات الأكثر شيوعا لهذا الغرض وتشمل الأجهزة المغناطيسية العملاقة (GMR). يتكون جهاز GMR نموذجية من اثنين على الأقل من طبقات من المواد المغناطيسية مفصولة طبقة الفاصل. عندما يتم محاذاة ناقلات المغناطيسية اثنين من طبقات المغناطيسية، فإن المقاومة الكهربائية سيكون أقل (حتى التدفقات الحالية أعلى في الجهد المستمر) مما لو الطبقات المغناطيسية هي معاداة الانحياز. وهذا يشكل استشعار المجال المغناطيسي.
وقد تم تطبيق نوعين مختلفين من GMR في أجهزة: (1) الحالي، في الطائرة (CIP)، حيث يتدفق التيار الكهربائي موازية للطبقات و (2) متداولة عمودي-لطائرة (CPP)، حيث التيار الكهربائي يتدفق في اتجاه عمودي على طبقات.
ومن الأجهزة والإلكترونيات الدورانية الأخرى القائم على المعادن:
- المغناطيسية نفق (TMR)، حيث يتم تحقيق نقل CPP باستخدام نفق ميكانيكا الكم من الإلكترونات من خلال عازل رقيق يفصل بين طبقات المغناطيسية.
- تدور نقل عزم الدوران، حيث يتم استخدام تيار من الالكترونات تدور الاستقطاب للتحكم في اتجاه مغنطة من الأقطاب المغناطيسية في الجهاز.
- أجهزة منطق تدور موجة تحمل المعلومات في المرحلة. تدخل وتدور موجة نثر يمكن أن تؤدي العمليات المنطقية.

## أجهزة منطق تدور موجة تحمل المعلومات في المرحلة. تدخل وتدور موجة نثر يمكن أن تؤدي العمليات المنطقية.
ويجري حاليا دراسة على نطاق واسع من الأجهزة تدور المنطق غير متطايرة لتمكين التحجيم. وقد اقترحت تدور نقل، القائم على عزم الدوران أجهزة منطق التي تستخدم يدور ومغناطيس لمعالجة المعلومات هذه الأجهزة هي جزء من خارطة الطريق استكشافية ITRS. المنطق في تطبيقات ذاكرة بالفعل في مرحلة التطوير.

### التطبيقات
وتقوم رؤوس القراءة من الأقراص الصلبة على أثر تقرير الرصد العالمي وTMR.
وضعت موتورولا الجيل الأول 256 كيلو magnetoresistive الوصول العشوائي الذاكرة (MRAM) على أساس تقاطع نفق المغناطيسي واحد والترانزستور واحد لديه دورة القراءة / الكتابة من أقل من 50 نانو ثانية. وقد وضعت Everspin منذ الإصدار 4 ميغابايت. اثنين من التقنيات MRAM الجيل الثاني هي في التنمية: الحرارية بمساعدة التبديل (TAS) وتدور نقل عزم الدوران (اس تي تي).
تصميم آخر، ذاكرة مضمار السباق، بترميز المعلومات في اتجاه المغناطيسية بين الجدران المجال من سلك حديدي.
ويمكن استخدام أجهزة الاستشعار المغناطيسي تأثير تقرير الرصد العالمي. [بحاجة لمصدر]
في عام 2012 قدمت استمرار الحلزون تدور الإلكترونات متزامنة أن تستمر لأكثر من النانوسيكند، أي بزيادة 30 أضعاف، أطول من مدة دورة ساعة المعالج الحديثة.

## أجهزة من النوع الإلكتروني الدوراني القائم على أشباه الموصلات
عرض المواد شبه الموصلة مخدر تمييع فرومنتيسم. في السنوات الأخيرة، وتمييع أكاسيد المغناطيسي (أنظمة إدارة الوجهات السياحية) بما في ذلك أنظمة إدارة الوجهات السياحية أكسيد الزنك على أساس وهذه المنظمات على أساس TIO2 كانت موضوع العديد من التحقيقات التجريبية والحسابية. غير أكسيد مصادر أشباه الموصلات المغناطيسية (مثل GaMnAs زرنيخيد مخدر المنغنيز)، وزيادة مقاومة التفاعل مع حاجز النفق، أو استخدام الحقن الساخنة الإلكترون.
وقد تناولت الكشف تدور في أشباه الموصلات مع تقنيات متعددة:
- دوران فاراداي / كير من الفوتونات التي تنتقل عن طريق / انعكست
- تحليل الاستقطاب الدائري من electroluminescence
- صمام تدور غير محلي (مقتبس من عمل جونسون وسيلسبي مع المعادن)
- تصفية تدور البالستية

تم استخدام الأسلوب الأخير للتغلب على عدم وجود قضايا التفاعل والمواد تدور في المدار لتحقيق النقل تدور في السيليكون.
لأن المجالات المغناطيسية الخارجية (وحقول الضالة من الاتصالات المغناطيسي) يمكن أن يسبب آثارا كبيرة هول والمغناطيسية في أشباه الموصلات (التي تحاكي آثار تدور صمام)، ودليلا قاطعا الوحيد النقل تدور في أشباه الموصلات هو دليل على السبق تدور وdephasing في مجال مغناطيسي غير خط واحد إلى التوجه تدور حقن، ودعا تأثير Hanle.

### التطبيقات
وقد أظهرت التطبيقات التي تستخدم حقن الكهربائية الاستقطاب تدور الحد الحالي العتبة والسيطرة عليها الاستقطاب دائري ناتج الضوء متماسك. وتشمل الأمثلة ليزر أشباه الموصلات. ويمكن أن تشمل التطبيقات المستقبلية الترانزستور تدور على أساس وجود مزايا أكثر من أجهزة موسفيت مثل انحدارا المنحدر دون العتبي.
نفق المغناطيسي الترانزستور: الترانزستور نفق المغناطيسي مع طبقة قاعدة واحدة لديه المحطات التالية:
- باعث (FM1): يحقن تدور الاستقطاب الإلكترونات الساخنة إلى القاعدة.
- قاعدة (FM2): سبين التي تعتمد على نثر يحدث في القاعدة. كما أنه بمثابة مرشح زيادة ونقصان.
- جامع (الغاليوم): يتم تشكيل حاجز شوتكي في واجهة. تجمعها فقط الإلكترونات التي لديها ما يكفي من الطاقة للتغلب على حاجز شوتكي، وعندما تكون الدول متاح في صناعة أشباه الموصلات.

ونظرا لتيار مغناطيسي (MC) على النحو التالي:
{\displaystyle MC={\frac {I_{c,p}-I_{c,ap}}{I_{c,ap}}}}
ونسبة نقل (TR) هي
{\displaystyle TR={\frac {I_{C}}{I_{E}}}}
الانتقالي العسكري يعد مصدر الإلكترون درجة عالية من الاستقطاب تدور في درجة حرارة الغرفة.

### وسائط التخزين
وقد تم دراسة وسائط التخزين مغناطيسية حديدية مضادة كبديل لفرومنتيسم، وخصوصا مع المواد مضاد الانجذاب المغنطيسي يمكن أن يكون كذلك تخزين البتات كما هو الحال مع المواد المغناطيسية. بدلا من التعريف المعتاد 0 -> «مغنطة صعودا، 1 ->» مغنطة الأسفل، يمكن للدول أن يكون، على سبيل المثال، 0 -> 'رأسيا بالتناوب التكوين تدور «و 1 ->' أفقيا بالتناوب التكوين تدور».).
المزايا الرئيسية من المواد المغناطيسية هي:
- غير حساسية ضد الاضطرابات التي كتبها المجالات الضالة.
- مرات التبديل أقصر بكثير.
- أي تأثير على الجزيئات قرب.